# Federico Pizarro (Fußballspieler)
Federico Antonio Pizarro (* 1. Januar 1927 in Buenos Aires; † 5. April 2003 ebenda) war ein argentinischer Fußballspieler und -trainer. Der Abwehrspieler gewann als Spieler 1957 die Südamerikameisterschaft und als Trainer die argentinische Meisterschaft.

## Karriere

### Spieler
Federico Pizarro begann seine Karriere 1947 bei den Chacarita Juniors und verbrachte einen Großteil seiner Spielerlaufbahn beim Klub. 1955 wechselte der Defensivakteur zu San Lorenzo und 1958 zu CA Huracán. 1959 kehrte er zu den Chacarita Juniors zurück und verhalf dem Klub zur Drittligameisterschaft, auch wenn er nur auf vier Einsätze kam. Sein letztes Karrierejahr verbrachte er in Chile beim CD Magallanes.

### Nationalmannschaft
Pizarro debütierte für die Nationalmannschaft im November 1954 beim Freundschaftsspiel gegen Portugal. Bei der Panamerika-Meisterschaft 1956 kam er zu zwei Einsätzen in fünf Partien. Argentinien wurde Turnierzweiter. Er stand bei der Südamerikameisterschaft 1957 wieder im Kader, kam aber nicht zum Einsatz. Die Albiceleste wurde in Peru Südamerikameister. Im Juli 1957 bestritt Pizarro beim Freundschaftsspiel gegen Brasilien sein letztes Länderspiel.

### Trainer
Pizarro begann seine Trainerlaufbahn 1962 beim CSD Flandria und wechselte 1963 zu Club Atlético Estudiantes. Mit Estudiantes gelang ihm 1963 ebenso der Aufstieg wie mit Comunicaciones 1969. Größter Erfolg seiner Trainerkarriere war der Gewinn der argentinischen Meisterschaft 1969 mit den Chacarita Juniors, für die es bis heute der einzige Meistertitel in der Vereinsgeschichte ist. Pizarro trainierte noch weitere Teams in verschiedenen Ligen Argentiniens.

## Erfolge

### Spieler
Chacarita Juniors
- Argentinischer Drittligameister: 1959

Argentinien
- Südamerikameister: 1957

### Trainer
Chacarita Juniors
- Argentinischer Meister: 1969